# Manú
Emanuel de Jesus Bonfim Evaristo – noto come Manú – (Setúbal, 28 agosto 1982) è un ex calciatore portoghese, di ruolo attaccante.

## Carriera

### Club
Ha giocato nella massima serie dei campionati portoghese, greco, polacco, cinese e cipriota

## Palmarès

### Club

#### Competizioni nazionali
- Coppa di Polonia: 2

Legia Varsavia: 2010-2011, 2011-2012